# 豊田珍比古
豊田 珍比古（とよだ うずひこ、1882年9月5日 - 1965年1月20日）は、愛知県八名郡吉川村（現・新城市吉川）出身の郷土史家。

## 経歴
1882年（明治15年）9月5日に愛知県八名郡吉川村（現・新城市吉川）に生まれた。父親は豊田伊之吉。出生名は豊田伊三美（いさみ）であり、のちに珍彦（うずひこ）と、晩年には珍比古（うずひこ）と改称した。1909年（明治42年）に豊橋市に転居し、船町で薬種商を営んだ。本業と並行して東三河地方の郷土史研究も行い、1921年（大正10年）には豊橋郷土史友会を結成して主宰の立場となった。『豊橋市史』の編纂委員も務め、1954年（昭和29年）には豊橋市から『豊橋市制50年史』の編纂委員長を委嘱された。1960年（昭和35年）には中日新聞社による中日社会功労賞を受賞した。1965年（昭和40年）1月20日死去。

## 著書
- 『古代の東三河』
- 『東三河道中記』
- 『吉田のおんぞ祭』
- 『神道大義』
- 『東三河ところどころ』
- 『三河百話』
- 『東三河郡郷之研究』